# Intel Active Management Technology
Pour les articles homonymes, voir AMT.
La technologie AMT (Intel Active Management Technology) est un système matériel et micrologiciel d'administration et de prise de contrôle à distance des ordinateurs personnels.
On peut par exemple éteindre/rebooter/réveiller la machine à distance, capturer les paquets du réseau, lire les fichiers ouverts, accéder aux programmes en cours d'exécution, faire des captures d'écran, enregistrer la frappe au clavier, utiliser la webcam et le micro, rendre l'ordinateur définitivement inopérant, etc.
En mai 2017, Intel a révélé qu'une faille critique du module AMT permettait de prendre le contrôle à distance des serveurs depuis 2008, et a publié une mise à jour du firmware des microprocesseurs concernés. Par ailleurs, les chercheurs en sécurité qui ont trouvé la faille ont publié un logiciel opensource qui désactive sous Windows l'accès aux fonctionnalités AMT.
En Janvier 2018, des chercheurs indiquent que de nombreux PC portables ont par défaut comme identifiant "admin" et pas de mot de passe pour accéder à la configuration d'AMT au démarrage du PC. Celle-ci est habituellement accessible par la combinaison de touche "Ctrl"+"P" après l'affichage de l'écran de démarrage du BIOS (Certains BIOS offre l'option pour masquer ce raccourci).